# Aeroporto Internazionale di Dublino
L'Aeroporto internazionale di Dublino (chiamato Dublin Airport in lingua inglese e Aerfort Bhaile Átha Cliath in gaelico irlandese) è l'unico aeroporto di Dublino ed il più trafficato dell'isola d'Irlanda, con 20,5 milioni di passeggeri nel 2009. È gestito dalla società Dublin Airport Authority.
Nel 2006, due sono stati i principali traguardi raggiunti dall'aeroporto. In giugno, per la prima volta sono stati superati i due milioni di passeggeri in un solo mese. L'8 dicembre, invece, l'aeroporto ha dato il benvenuto al 20 milionesimo passeggero dell'anno.
Il traffico passeggeri dell'Aeroporto di Dublino è quasi esclusivamente Internazionale: solo 810.000 (approssimativamente il 3-4%) dei 21,1 milioni di passeggeri totali, nel 2006, hanno viaggiato su tratte nazionali.
L'aeroporto è collocato circa 10 chilometri a nord del centro di Dublino, in un'area chiamata Collinstown. È la principale sede della compagnia di bandiera irlandese Aer Lingus e della principale Low Cost europea, Ryanair. La terza compagnia aerea irlandese, CityJet, è basata nella vicina città di Swords. Aer Arann, compagnia aerea regionale basata a Galway, opera voli regolari tra Dublino e altre città dell'Irlanda e del Regno Unito. L'aeroporto ospita anche la sede della Norwegian Air International.
L'Aeroporto ha un ampio network di rotte a corto e medio raggio: alcune rotte domestiche in Irlanda, circa trenta rotte verso altrettante città del vicino Regno Unito e moltissime altre nell'Europa Continentale. La rotta internazionale Dublino-Londra è la seconda più trafficata al mondo (dopo la Hong Kong-Taipei), con voli da Dublino a tutti i cinque aeroporti londinesi: Heathrow, Gatwick, Stansted, Luton e London City. Aer Lingus e alcune compagnie statunitensi e canadesi offrono rotte per diverse destinazioni negli Stati Uniti e in Canada.
Esistono anche voli diretti per il Bahrein, operati da Gulf Air, e per Dubai, operati proprio da Aer Lingus. Da luglio del 2007, Etihad Airways opererà voli diretti anche per Abu Dhabi. La stessa compagnia offre destinazioni, con uno stop ad Abu Dhabi, anche in Australia. 
Oltre a questi, da Dublino vi sono anche voli, spesso operati come Charter, verso il Nord Africa, il Sudafrica e le Canarie.

## Storia

### Gli inizi nel 1930 e nei primi anni 1940
Nel 1936 il governo irlandese istituì una nuova compagnia aerea civile la Aer Lingus, che iniziò ad operare dall'aeroporto militare di Casement Aerodrome a Baldonnel a sud-ovest di Dublino. Successivamente fu presa la decisione di aprire un aeroporto civile che avrebbe dovuto sostituire Baldonnel come aeroporto della città. Venne scelta una località a nord della capitale. La costruzione del nuovo aeroporto iniziò nel 1937 ed entro la fine del 1939 l'aeroporto fu dotato di una superficie d'erba, strade interne, parcheggi, energia elettrica ed illuminazione. Il volo inaugurale da Dublino ha avuto luogo il 19 gennaio 1940 a Liverpool. Nel 1940 furono iniziati i lavori su un nuovo edificio terminal dell'aeroporto. L'edificio del terminal, progettato dall'architetto Desmond FitzGerald fratello del politico Garret FitzGerald, venne aperto nei primi mesi del 1941, con il suo design fortemente influenzato dai ponti dei transatlantici di lusso del tempo. Al terminal fu assegnato il "Triennial Gold Medal" della Royal Hibernian Institute ed è oggi un edificio storico. Dopo lo scoppio della seconda guerra mondiale, i servizi furono gravemente limitati all'aeroporto di Dublino fino al termine del 1945 e l'unica linea internazionale che operò durante questo periodo fu l'Aer Lingus. Tre nuove piste in cemento furono completate nel 1947.

### L'espansione degli anni '50 e '60
Nel corso degli 50' l'aeroporto di Dublino ebbe un'inarrestabile crescita del traffico aereo. Vennero effettuate delle estensioni delle piste e miglioramenti ai terminal per affrontare l'afflusso crescente di traffico e di passeggeri. Nuove compagnie aeree incominciarono ad atterrare nell'aeroporto incluso British Airways, Sabena e BKS.Inoltre nel 1958 fu avviato un nuovo servizio transatlantico da Aer Lingus. Nel corso del 1960 il numero delle compagnie di linea continuò a crescere e gli aerei incominciarono ad evolversi con il progresso tecnologico. Alla fine del 1960, un numero considerevole di Boeing 737, BAC One- Eleven, Boeing 707, e Hawker Siddeley Tridenti stavano transitando nell'aeroporto su una base regolare. Durante il 1969, l'aeroporto di Dublino gestì ben 1.737.151 passeggeri!.
Per far fronte a questo, un nuovo terminal passeggeri in grado di gestire cinque milioni di passeggeri l'anno fu inaugurato nel 1972. Tuttavia la crescita prevista dell'aeroporto non si verificò immediatamente negli anni '70 a scapito di chi aveva stanziato fondi come l'Aer Lingus.

### Proseguendo negli anni '80
Nel 1983 Aer Lingus aprì la sua nuova divisione 'Aer Lingus Commuter', che prese in consegna Shorts, Saab AB e velivoli turboelica Fokker per aprire, per la prima volta, servizi nazionali giornalieri da e per piccoli aeroporti regionali irlandesi e piccoli aeroporti regionali nel Regno Unito. Nelle varie fasi delle sue operazioni, i voli furono operati verso diversi aeroporti regionali irlandesi per accrescere il numero di passeggeri nella rete internazionale della Aer Lingus. Queste destinazioni nazionali inclusi l'aeroporto di Cork, di Shannon, di Kerry, Galway, Ireland West Airport Knock, l'aeroporto di Waterford, di Sligo e City of Derry in Irlanda del Nord. Aer Lingus Commuter da allora fu riassorbito nell'azienda principale. Le rotte nazionali, ad eccezione di Dublino-Shannon, sono state rilevate da Aer Arann, compreso le tratte di Derry in Irlanda del Nord; la maggior parte di queste rotte furono da allora interrotte. Aer Lingus ha continuato con i restanti voli Dublino-Regno Unito.
Durante il 1980, la maggiore concorrenza, in particolare sulle rotte Dublino-Londra, ha determinato un aumento del numero di passeggeri a 5,1 milioni nel 1989. Nello stesso anno furono aperti una nuova pista di 8.650 piedi (2.640 m) e un nuovo centro di controllo del traffico aereo. L'aeroporto di Dublino continuò ad espandersi rapidamente per tutto il 1990. Il Molo A, che era stato la prima estensione al vecchio edificio del terminal, fu significativamente esteso. Un nuovo Molo C, con i ponti aerei, fu costruito e appena questo fu completato, furono riavviati i lavori per estenderlo e per raddoppiare la sua capacità. Il piano terra dell'edificio del terminal originale è stato restituito al servizio passeggeri dopo molti anni per fornire gate di partenza aggiuntivi. Il Molo D, completato nel mese di ottobre 2007, è una zona d'imbarco dedicata ai voli low-cost e fornisce 14 stand e gate di partenza; questi non sono serviti da ponti aerei.

## Galleria d'immagini

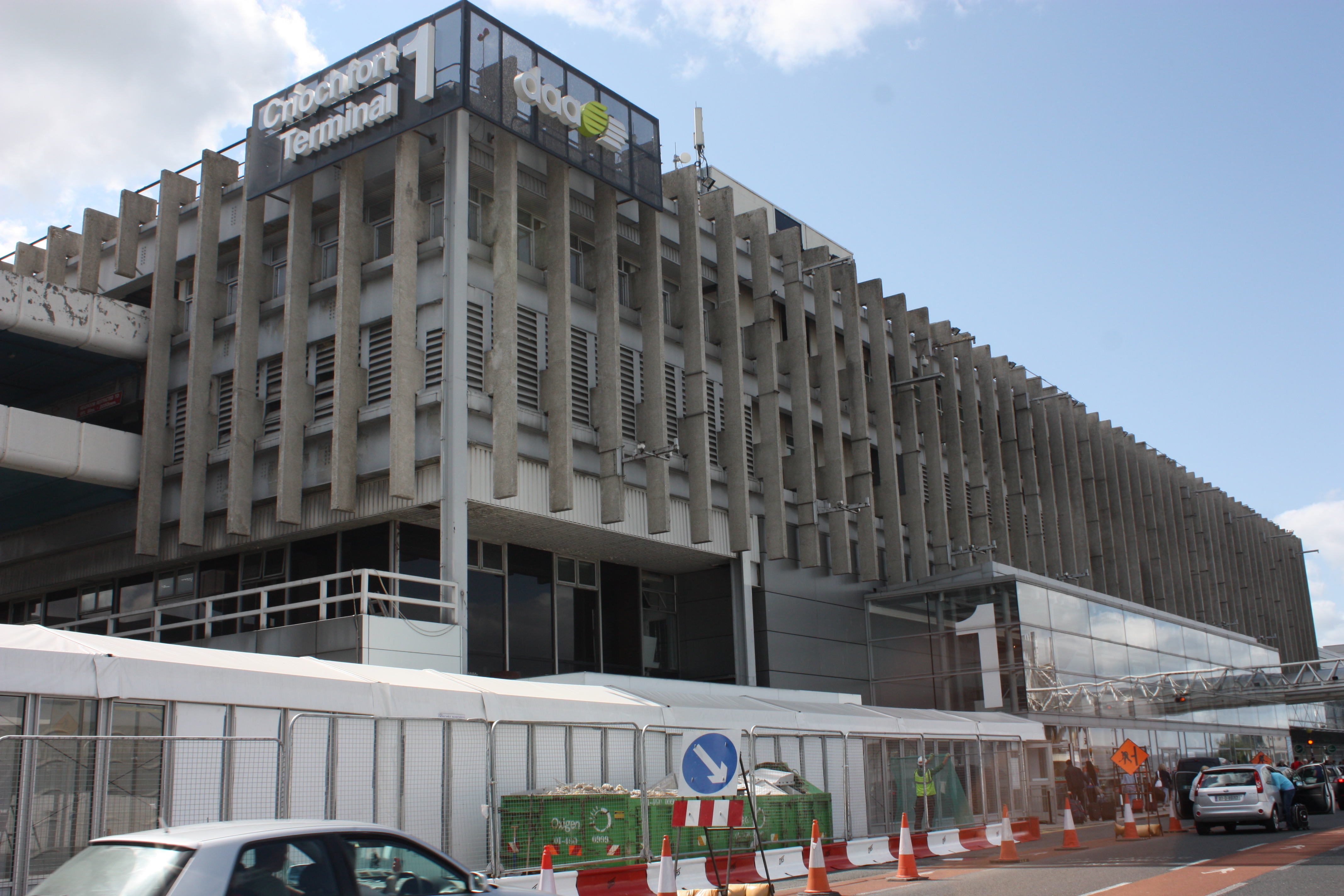
L'esterno del terminal 1.
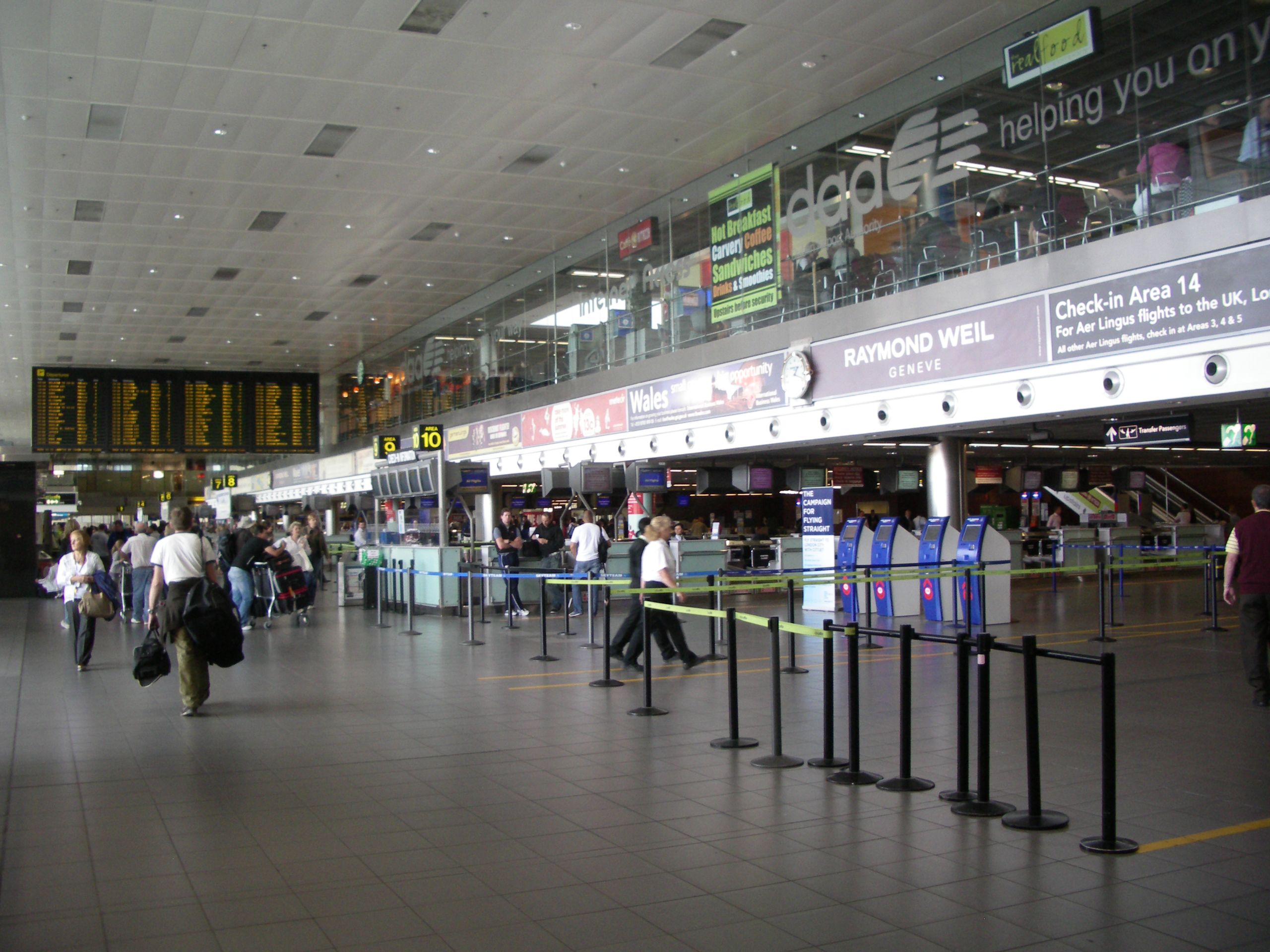
Area partenze del terminal 1.
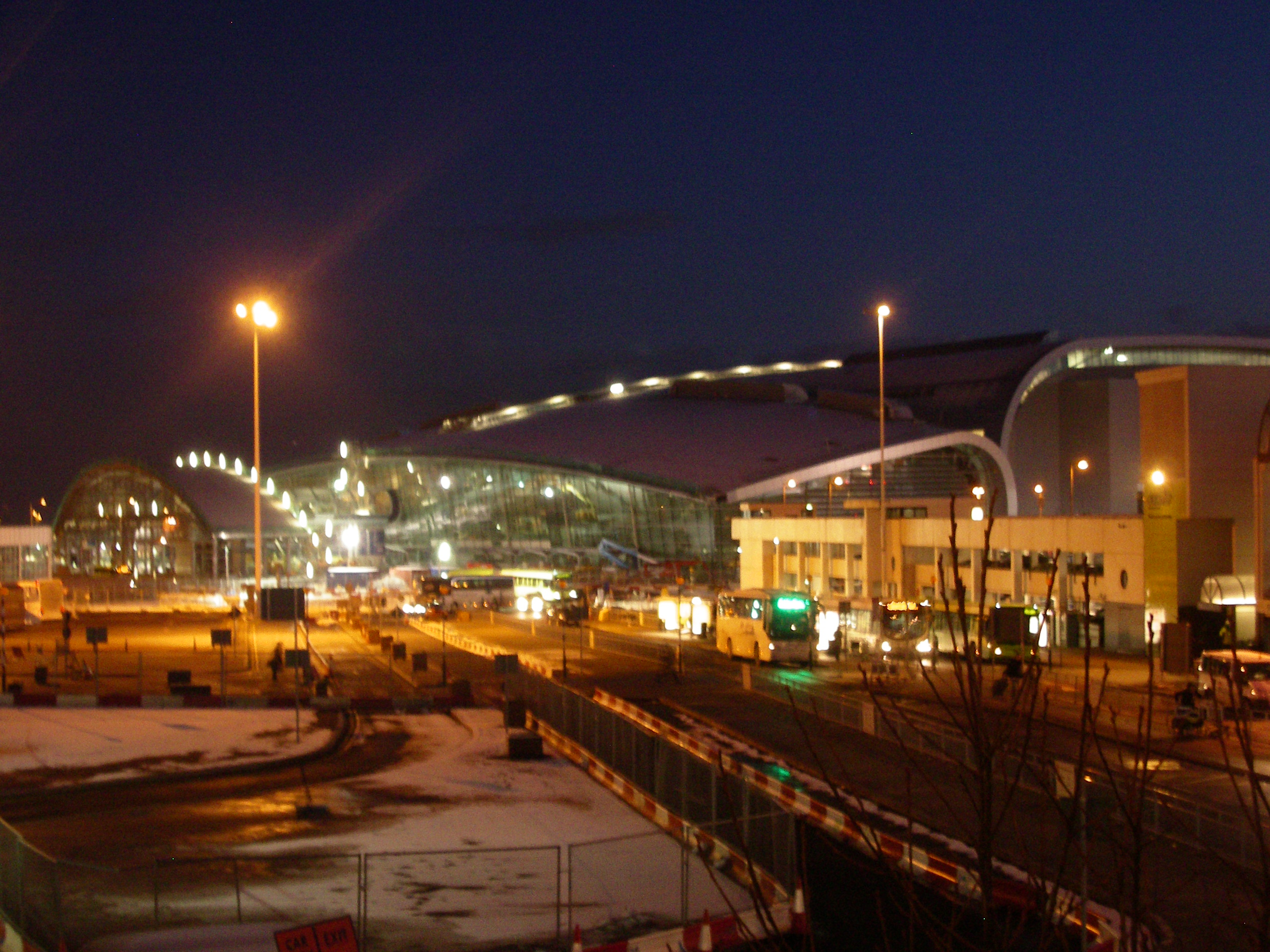
L'esterno del terminal 2.
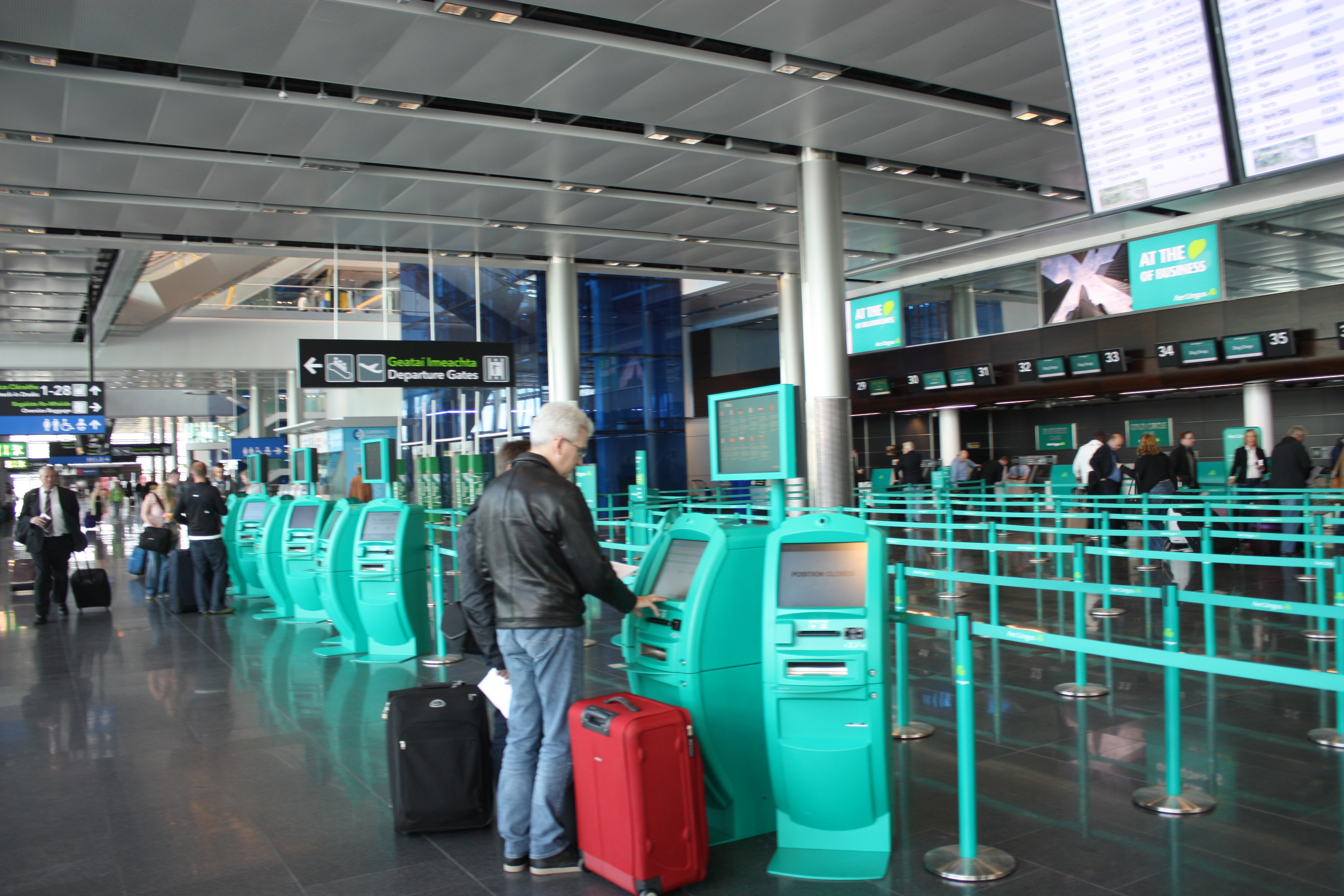
Area partenze del terminal 2.
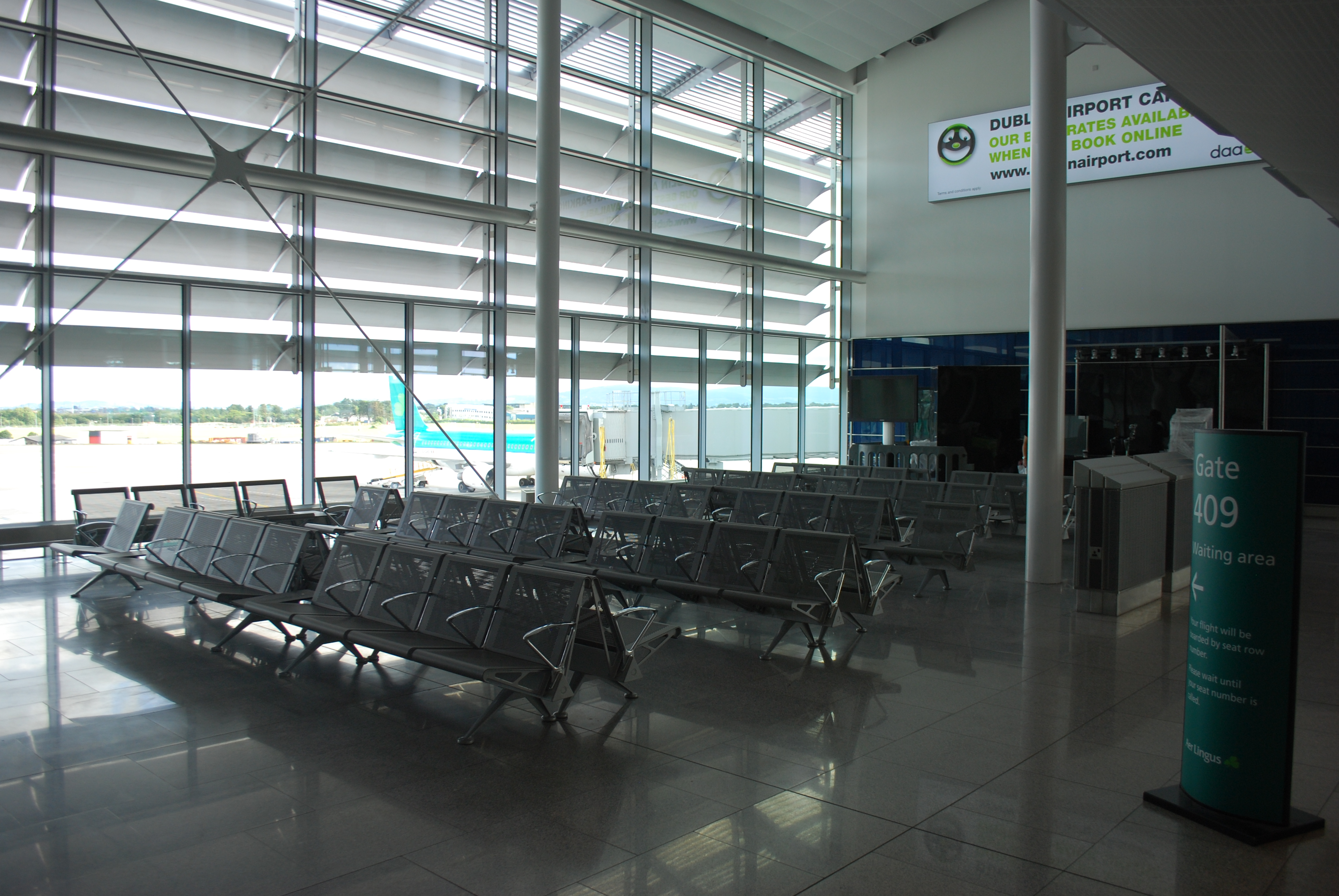
Gate all'interno del terminal 2.